# Rufoclanis jansei
Rufoclanis jansei is een vlinder uit de familie van de pijlstaarten (Sphingidae). De wetenschappelijke naam van de soort werd in 1964 gepubliceerd door Vari.